# Turi (Pulla)
Turi (Barès: Ture) és una ciutat i un comune de la ciutat metropolitana de Bari, a la regió de la Pulla, al sud d'Itàlia. Amb una població que s'aproxima als 11.881 habitants el 2004, es troba a pocs quilòmetres de l'interior de la ciutat de Polignano A Mare, al mar Adriàtic. Té 50 km².
El marxista italià Antonio Gramsci, empresonat pel règim feixista de Benito Mussolini durant onze anys (1926-1937), va complir la major part de la seva condemna a Turi i va morir poc després de ser alliberat.